# Walram IV. (Nassau-Wiesbaden-Idstein)

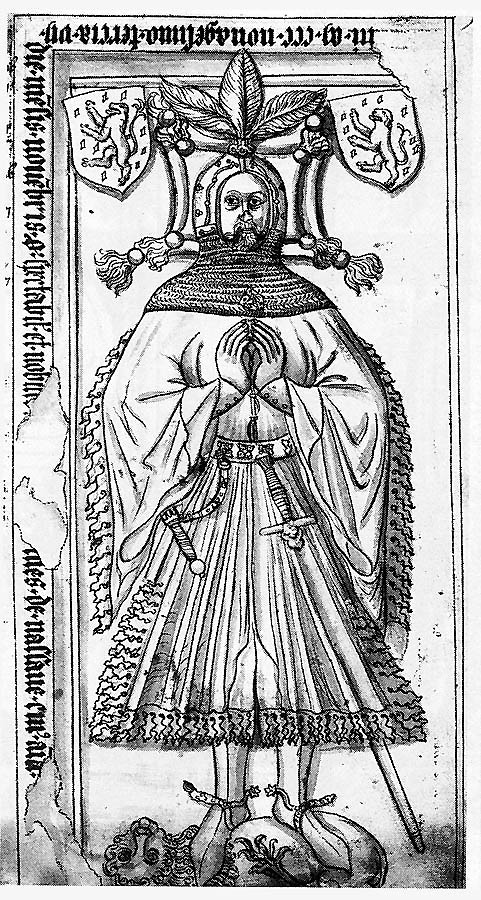
Walram IV. von Nassau-Wiesbaden-Idstein

Walram IV. (auch Walram II.) (* 1354; † 7. November 1393) war Graf von Nassau-Wiesbaden-Idstein. Er nannte sich zeitweise auch urkundlich Walrab(e).

## Familie
Er war ein Sohn des Grafen Adolf I. von Nassau-Wiesbaden-Idstein († 1370) und dessen Frau Margarethe von Zollern-Nürnberg († nach 1382). Zwei seiner Brüder waren Erzbischöfe von Mainz: Adolf I. (1381 bis 1390) und Johann II. (1397 bis 1419). Sein ältester Bruder war Graf Gerlach II. von Nassau-Wiesbaden-Idstein.
Er selbst heiratete 1374 Bertha von Westerburg († 24. März 1418), eine Tochter von Johann I., dem Herrn von Westerburg (* 1332, † 1370) aus dem Haus Runkel. Aus der Ehe gingen folgende Kinder hervor:
- Adolf II. von Nassau-Wiesbaden-Idstein (1386–1426), Nachfolger des Vaters als Graf von Nassau-Wiesbaden-Idstein
- Margarethe († nach 1432) heiratete 1398 Graf Heinrich VII. von Waldeck

## Leben
Walram IV. folgte seinem Vater 1370 in der Regierung der Grafschaft. Er förderte besonders die Entwicklung der Stadt Wiesbaden, der er 1393 das ersterhaltene Stadtprivileg, einen Freiheitsbrief, erteilte. Unter seiner Herrschaft wurde in Wiesbaden 1379 die „Gesellschaft mit dem Lewen“ gegründet, „eine der bedeutendsten Adelsverbindungen des 14. Jahrhunderts“. Graf Walram ließ zwischen 1386 und 1393 in Wiesbaden und Idstein Münzen prägen. 1389 nahm er an der Kronberger Fehde gegen Frankfurt teil und wurde gefangen genommen. Um 1390 ließ er bei Holtzhausen die nach ihm benannte Burg Wallrabenstein erbauen, deren Fertigstellung er jedoch nicht mehr erlebte.